# Вайтголл (округ Аллегені, Пенсільванія)
Вайтголл (англ. Whitehall) — місто (англ. borough) в США, в окрузі Аллегені штату Пенсільванія. Населення — 15 064 особи (2020).

## Географія
Вайтголл розташований за координатами 40°21′37″ пн. ш. 79°59′23″ зх. д. / 40.36028° пн. ш. 79.98972° зх. д. (40.360205, -79.989793).  За даними Бюро перепису населення США в 2010 році місто мало площу 8,61 км², уся площа — суходіл.

## Демографія
Згідно з переписом 2010 року, у селищі мешкали 13 944 особи в 6156 домогосподарствах у складі 3762 родин. Густота населення становила 1619 осіб/км².  Було 6642 помешкання (771/км²).
Расовий склад населення:
| - 91,1 % — білих - 3,8 % — азіатів - 3,7 % — чорних або афроамериканців - 0,1 % — корінних американців |

До двох чи більше рас належало 1,1 %. Частка іспаномовних становила 0,9 % від усіх жителів.
За віковим діапазоном населення розподілялося таким чином: 18,4 % — особи молодші 18 років, 57,8 % — особи у віці 18—64 років, 23,8 % — особи у віці 65 років та старші. Медіана віку мешканця становила 47,0 року. На 100 осіб жіночої статі у селищі припадало 89,1 чоловіків;  на 100 жінок у віці від 18 років та старших — 85,9 чоловіків також старших 18 років.
Середній дохід на одне домашнє господарство  становив 73 054 долари США (медіана — 58 523), а середній дохід на одну сім'ю — 89 700 доларів (медіана — 78 986). Медіана доходів становила 51 203 долари для чоловіків та 44 891 долар для жінок. За межею бідності перебувало 10,2 % осіб, у тому числі 16,1 % дітей у віці до 18 років та 8,0 % осіб у віці 65 років та старших.
Цивільне працевлаштоване населення становило 6951 особа. Основні галузі зайнятості: освіта, охорона здоров'я та соціальна допомога — 29,1 %, фінанси, страхування та нерухомість — 12,2 %, науковці, спеціалісти, менеджери — 11,6 %.